# 子供番組

米国の子供番組『セサミストリート』のロゴマーク。

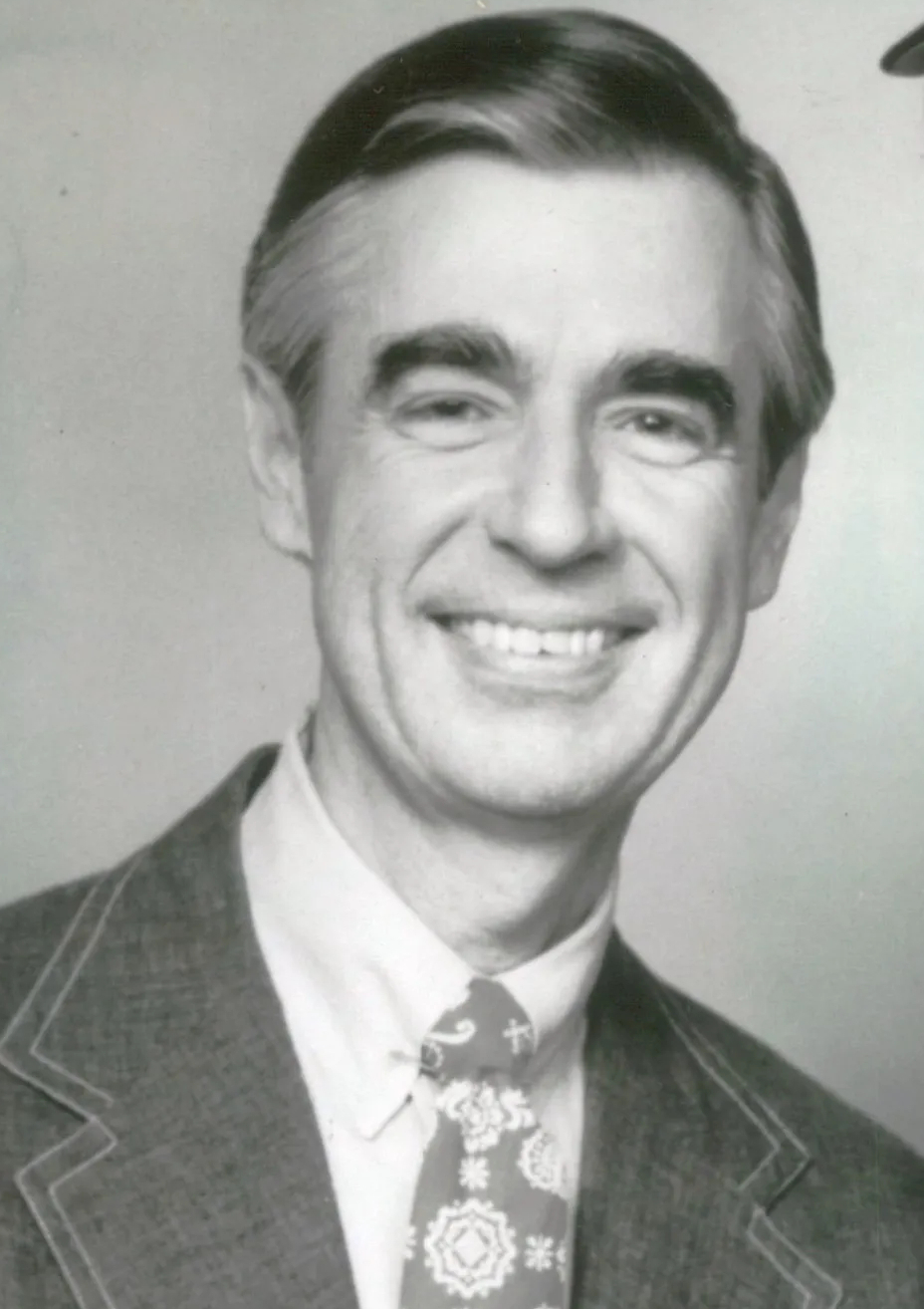
アメリカで長年子供番組の司会者をしたフレッド・ロジャース（1980年）

子供番組（こどもばんぐみ）とは、おもに子供（幼児から小学生または中学生が中心）の視聴を対象とした放送番組のことを指す。子供向け番組とも称される。

## 概要
子供番組の大半は学校教育・社会教育・情操教育を目的とした教育番組だが、『おはスタ』など娯楽を主とした子供番組もあり、広義ではアニメ番組や特撮番組や『ケンちゃんシリーズ』のような、子供向けテレビドラマも含まれる。子供番組としての実写ドラマは変身ブームを最後に1980年代以降に減少、2000年代にはNHK教育テレビでも長期シリーズが相次いで終了し、三大ヒーロー番組を残してほぼ壊滅状態となった。ただし散発的にではあるが『まるまるちびまる子ちゃん』のような児童向けドラマ、ガールズ×戦士シリーズのような新シリーズが製作されることもある（詳細は児童向けドラマ#歴史を参照）。
子供の興味や好奇心を惹くような工夫が凝らされ、いくつかのコーナーを組み合わせた比較的テンポの早い展開のものや、近年ではコンピュータグラフィックス (CG) を駆使したものも増えている。着ぐるみ・操り人形・CGなどによる、マスコットキャラクターが出演していることも多く、『ポンキッキ』シリーズのガチャピン・ムックのように比較的長く活躍しているものまで存在する。
中には「親子で楽しめる」ことを目的として大人の鑑賞にも耐えうるような練り込んだ内容としたり、子供向けであることを逆手に取ってクリエイターが実験的表現を試みるなどして、大人のファンがついているものもある。『カリキュラマシーン』『ウゴウゴルーガ』『ピタゴラスイッチ』などはその先進的・実験的な内容で、幅広い年齢層に話題を呼んだ。また、数年もの長きにわたってシリーズ化され、世代を通じて視聴されているものも多い。
日本では1990年代より、地上波民放で放送される子供番組は急減少していった。その理由としては、生活様式の変化や少子化による視聴者数の減少、各テレビ局にて視聴率優先の番組編成が主体になり、時間枠の確保が難しくなったことなどのほか、内容によって些細なことでも保護者側からクレームを寄せられる傾向があり、制作側にとっても当初予定していた番組が作りづらくデメリットが多いという事情もある。当初は高学年児童向けや娯楽主体に番組が作られていたものの、大衆化したり保護者の要望によって次第に低年齢層向けや教育的な内容へのターゲット変更がされたりすることも、しばしば起こる。これらの背景により、地上波に比べて視聴率や編成に左右されないBS放送、スカパー!、ケーブルテレビ、インターネット配信などに放送の主体が移りつつもある（ももいろクローバーZが出演する『とびだせ!ぐーちょきぱーてぃー』など）。
なお、民放各社は子供番組の減少に対し、『天才!志村どうぶつ園』や『どうぶつ奇想天外!』、『ペット大集合!ポチたま』（いずれも終了）のような動物を扱った教養番組やバラエティ番組も子供番組であるという見解を示している。
商業展開や傾向に関しては子供向けアニメを参照。

## 世界の主な子供向け放送

### 番組

#### 日本
- Eテレキッズ（NHK教育テレビ（Eテレ））
  - おかあさんといっしょ
  - いないいないばあっ!
- ポンキッキシリーズ（フジテレビ→BSフジ）
  - ひらけ!ポンキッキ
  - ポンキッキーズ
- おはスタ（テレビ東京）
- シナぷしゅ（テレビ東京）

#### アメリカ合衆国
- セサミストリート

#### イギリス
- テレタビーズ

#### アイスランド
- レイジータウン

### チャンネル

#### 日本
- キッズステーション
- アニマックス

#### アメリカ合衆国
- ニコロデオン (TVチャンネル)
- カートゥーン ネットワーク
- ディズニー・チャンネルなど、ディズニー・ブランデッド・テレビジョンが展開するもの

#### カナダ
- ファミリー (TVチャンネル)

#### イギリス
- CBBC
- CBeebies
- CITV (Children's ITV)